# Transnistrische Staatliche Taras-Schewtschenko-Universität

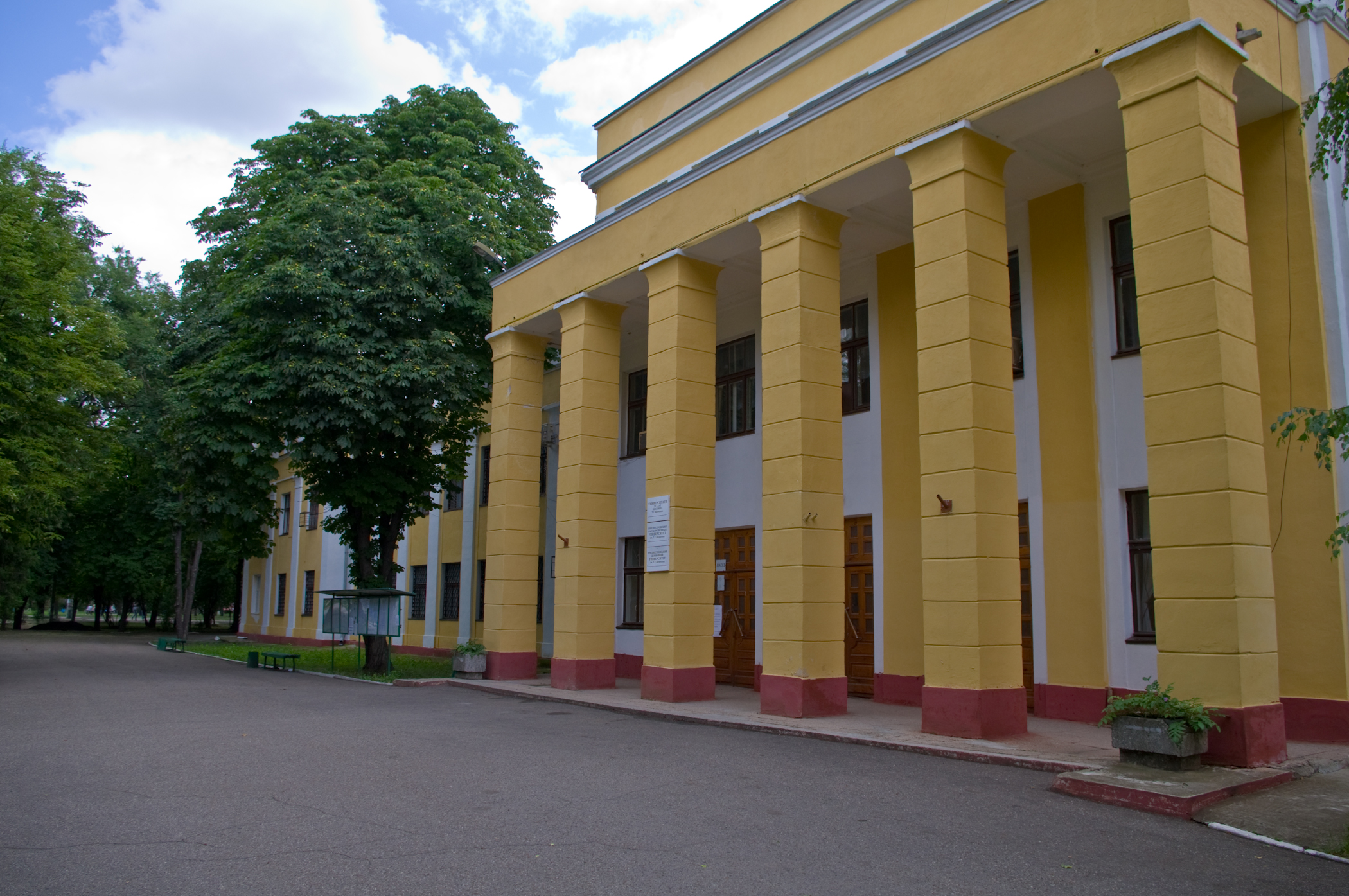
Eingang der Universität

Die Transnistrische Staatliche Taras-Schewtschenko-Universität (russisch Приднестровский государственный университет имени Тараса Шевченко, kurz ГГУ/PGU) ist eine Universität in der Moldauischen Großstadt Tiraspol. Sie betreibt Filialen in Bendery und Rybniza.

## Geschichte
Die Geschichte der Universität reicht bis 1930 zurück, als die heutige Universität als pädagogisches Institut gegründet wurde. 1939 wurde das Institut nach dem ukrainischen Lyriker Taras Schewtschenko benannt. Als sich Transnistrien 1990 im Zuge eines bewaffneten Konflikts von Moldau lossagte, wurde in Tiraspol die Staatliche-Körperschaftliche Universität der Region Pridnestrowje gegründet. 1992 wurde diese Universität mit dem ehemaligen Pädagogischen Institut Tiraspol zusammengelegt und daraus die heutige Transnistrische Staatliche Taras-Schewtschenko-Universität gebildet. 2010 feierte die Universität ihr 80-jähriges Bestehen. Sie arbeitet inzwischen nach russischen Standards, auch die Reformen des Bologna-Prozesses sollen übernommen werden.
An der Universität studieren nicht nur Einheimische, sondern auch viele Bewohner aus russischsprachigen Regionen der Republik Moldau, darunter auch rund 400 Studenten aus Gagausien.
1992 wurde vom moldauischen Staat eine Tiraspoler Exiluniversität in Chișinău gegründet, die sich ebenfalls auf das ehemalige pädagogische Institut beruft. Sie trägt bis heute den Namen „Staatliche Universität Tiraspol“.

## Bekannte Absolventen und Dozenten
- Petar Burlaw-Wolkanow (1939–2005), moldauisch-bulgarischer Poet
- Gersch Gleiser (1904–1967), sowjetischer Mathematiker
- Gheorghe Ghimpu (1937–2000), moldauischer Biologe und Politiker
- Ana Guțu (* 1962), moldauische Politikerin und Sprachwissenschaftlerin
- Nelli Kossko (* 1937), russlanddeutsche Germanistin und Schriftstellerin
- Jewgeni Schewtschuk (* 1968), transnistrischer Politiker, Präsident von Transnistrien (2011–2016)
- Nina Schtanski (* 1977), transnistrische Politikerin, Außenministerin Transnistriens (2012–2015)
- Wladimir Jastrebtschak (1979–2024), transnistrischer Politiker, Außenminister Transnistriens (2008–2012)
- Aljona Arschinowa (* 1985), russische Politikerin